# قائمة حروب الكويت
قائمة حروب الكويت هذه قائمة الحروب والمعارك التي شاركت بها دولة الكويت، منذ القرن الثامن عشر، حتى اليوم.

## القائمة
| الحرب                                                          | الكويت وحلفائها | الخصوم | النتائج | الخسائر الكويتية                | الخسائر الكويتية  | في عهد                          |
| الحرب                                                          | الكويت وحلفائها | الخصوم | النتائج | العساكر                         | المدنيين          | في عهد                          |
| -------------------------------------------------------------- | --- | --- | --- | ------------------------------- | ----------------- | ------------------------------- |
| حرب الزبارة وبوشهر (1782–1783)                                 | الكويت · الزبارة | الدولة الزندية - بوشهر | انتصار - فشل الهجوم البحري من قبل بحرية بوشهري عام 1872. - الزبارة على البحرين.                                                                | ~?                              | ~?                | عبد الله بن صباح بن جابر الصباح |
| معركة الرقة (1783)                                             | الكويت | بنو كعب | انتصار - انتصار كويتي على بنو كعب. | ~لا إصابات مُسجلة.               | ~لا إصابات مُسجلة. | عبد الله بن صباح بن جابر الصباح |
| غزو ابن عفيصان (1793) جزء من الحرب الكويتية السعودية 1793-1808 | الكويت مملكة بريطانيا العظمى - شركة الهند الشرقية | الدولة السعودية الأولى | انتصار - انسحاب سعودي من الكويت. | ~?                              | ~?                | عبد الله بن صباح بن جابر الصباح |
| حصار الكويت (1808) جزء من الحرب الكويتية السعودية 1793-1808    | الكويت | الدولة السعودية الأولى | انتصار - انسحاب سعودي من الكويت. | ~?                              | ~?                | عبد الله بن صباح بن جابر الصباح |
| معركة خكيكرة (1811)                                            | الكويت · البحرين | الدولة السعودية الأولى - الدمام | انتصار | ~1000 (كويتيون وبحرينيون)       | ~                 | عبد الله بن صباح بن جابر الصباح |
| تمرد الشيخ حمود (1828)                                         | إيالتي بغداد والبصرة إمارة الكويت | - قبيلة المنتفق - بنو كعب | انتصار | ~?                              | ~?                | جابر بن عبد الله الصباح         |
| حصار الزبير (1833)                                             | المنتفق · إمارة الكويت · محمد بن إبراهيم الثاقب | الزبير (العراق) | انتصار - استمر الحصار سبعة أشهر. - استعاد محمد الثاقب حكم الزبير.                                                                              | ~?                              | ~?                | جابر بن عبد الله الصباح         |
| غزو المحمرة (1837)                                             | الكويت · الدولة العثمانية - إيالة بغداد | بنو كعب | انتصار | ~?                              | ~?                | جابر بن عبد الله الصباح         |
| حملة الأحساء (1870–1871)                                       | الكويت · الدولة العثمانية · قبائل عربية - قبيلة المنتفق | الدولة السعودية الثانية | انتصار | ~?                              | ~?                | عبد الله الثاني الصباح          |
| الحرب الرشيدية الكويتية                                        | الكويت - آل سعود | إمارة آل رشيد | هزيمة | ~1,200                          | ~                 | مبارك الصباح                    |
| معركة جو لبن (1903)                                            | الكويت · الدولة السعودية الثالثة · قبائل عربية - قبيلة المنتفق - العجمان - قبيلة آل مرة - سبيع - السهول - الهواجر - بنو خالد (الجزيرة العربية) - عوازم                                           | إمارة آل رشيد - مطير (قبيلة) | انتصار - إغتنام خمس آلاف جمل. - بداية الحرب السعودية الرشيدية.                                                                                 | ~?                              | ~?                | مبارك الصباح                    |
| معركة هدية (1910)                                              | الكويت · الدولة السعودية الثالثة | قبيلة المنتفق | انتصار - هزيمة مبدئية للكويت والسعودية في معركة هدية. - الشيخ مبارك ارسل قوة أخرى والتي زعمت بسهولة الإنتصار ضد قبيلة المنتفق.                 | ~338                            | ~                 | مبارك الصباح                    |
| حملة بلاد الرافدين (1914–1918)                                 | الكويت (1914) الإمبراطورية البريطانية - المملكة المتحدة لبريطانيا العظمى وأيرلندا - أستراليا - الهند - نيوزيلندا                                                                                 | الإمبراطورية العثمانية · الإمبراطورية الألمانية                                                                                     | انتصار | ~?                              | ~?                | مبارك الصباح                    |
| الحرب النجدية الكويتية (1919–1920)                             | الكويت | الدولة السعودية الثالثة - الإخوان                                                                                                   | انتصار - تراجع سعودي من الكويت. | ~200                            | ~200              | سالم المبارك الصباح             |
| تمرد الأخوان (1927–1930)                                       | الكويت · مملكة الحجاز ونجد وملحقاتها · المملكة المتحدة - سلاح الجو الملكي | الإخوان | انتصار | ~14                             | ~                 | أحمد الجابر الصباح              |
| أزمة عبد الكريم قاسم (1961–1963)                               | الكويت · المملكة المتحدة · السعودية · الأردن · الجمهورية العربية المتحدة · السودان | العراق | نجاح المهمة إنتهت الأزمة بعد الإنقلاب العسكري على الرئيس عبد الكريم قاسم و إعدامه، أرسلت السعودية قوات إلى الكويت مكونة من 1,281 عسكري سعودي . | ~                               | ~                 | عبد الله السالم الصباح          |
| حرب 1967 (1967)                                                | مصر · سوريا · الأردن · الجمهورية العراقية (1958–68) · الجزائر · الكويت · ليبيا · المغرب · باكستان · منظمة التحرير الفلسطينية · السعودية · السودان · تونس (مدينة)                                 | إسرائيل | هزيمة | ~18,510-23,510 (القوات العربية) | ~                 | صباح السالم الصباح              |
| حادثة الصامتة (1973)                                           | الكويت | العراق إبان حكم حزب البعث | وقف إطلاق النار | ~2                              | ~                 | صباح السالم الصباح              |
| حرب أكتوبر (1973)                                              | مصر · سوريا · العراق إبان حكم حزب البعث · الأردن · الجزائر · كوبا · المغرب · تونس · منظمة التحرير الفلسطينية · الكويت · السعودية · باكستان · كوريا الشمالية ·                                    | إسرائيل | انتصار عربي، أدّى إلى هُدنة في ظل وجود أراض عربية محتلة                                                                                          | ~8,000-18,500 (القوات العربية)  | ~                 | صباح السالم الصباح              |
| حرب الخليج الثانية (1990–1991)                                 | الكويت · الولايات المتحدة · المملكة المتحدة · المملكة العربية السعودية · فرنسا · كندا · مصر · سوريا · سلطنة عمان · الإمارات العربية المتحدة · البحرين · قطر · قوات التحالف في حرب الخليج الثانية | العراق إبان حكم حزب البعث | انتصار - انسحاب العراق من الكويت. | ~200                            | ~1,000            | جابر الأحمد الصباح              |
| التدخل العسكري في اليمن (2015–)                                | عبد ربه منصور هادي · الحراك الجنوبي · المملكة العربية السعودية · الإمارات العربية المتحدة · البحرين · الكويت · قطر · الأردن · المغرب · السودان · مصر · السنغال                                   | اللجنة الثورية (اليمن) - حوثيون - علي عبد الله صالح تنظيم القاعدة - تنظيم القاعدة في جزيرة العرب تنظيم داعش - داعش - ولاية عدن أبين | جارية - حل الحكومة اليمنية من قبل الحوثيين. - سيطرة الحوثيين على شمال اليمن.                                                                   | ~                               | ~                 | صباح الأحمد الجابر الصباح       |